# オートレース選手一覧
オートレース選手一覧（オートレースせんしゅいちらん）は、日本で活動する主なオートレース選手の一覧を示す。既に病死、殉職、引退した選手を含む（所属は最終所属）。
尚、船橋オートレース場は2016年3月31日で廃止に伴い、船橋所属だった選手は同4月1日付で山陽以外の他場へ移籍した。

## 川口オートレース場所属

### 現役選手
- 青木治親（）
- 秋田貴弘（）
- 阿久津正夫（）
- 浅野幸三（）
- 阿部剛士（）
- 五十嵐一夫（）
- 池田政和（）
- 石井大志（）
- 石井大輔（）
- 泉田修佑（）
- 伊東玲衣（）
- 稲川聖也（）
- 岩佐常義（）
- 岩田裕臣（）
- 牛沢和彦（）
- 梅内幹雄（）
- 大木光（）
- 岡崎秀二（）
- 押田幸夫（）
- 加賀谷建明（）
- 掛川和人（）
- 影山伸（）
- 片野利沙（）
- 金子和裕（）
- 上和田拓海（）
- 川原剛（）
- 君和田裕二（）
- 木村悦教（）
- 黒川京介（）
- 高塚義明（）
- 小原望（）
- 小林瑞季（）
- 斎藤撤二（）
- 佐々木敏夫（）
- 佐藤摩弥（）
- 佐藤裕二（）
- 宍戸繁（）
- 篠崎実（）
- 柴山信行（）
- 島田健一（）
- 清水雄平（）
- 菅原すずの（）
- 鈴木清（）
- 相馬康夫（）
- 高石光将（）
- 高橋祐一（）
- 高橋義弘（）
- 田邉誠（）
- 塚本浩司（）
- 永瀬敏一（）
- 中野憲人（）
- 中村雅人（）
- 中山透（）
- 中山光（）
- 永井大介（）
- 縫田雅一（）
- 信沢綾乃（）
- 長谷川啓（）
- 早津康介（）
- 早船歩（）
- 平川博康（）
- 平田雅崇（）
- 廣瀬勝光（）
- 深沢隆（）
- 深谷輝（）
- 福田裕二（）
- 福村唯倫（）
- 古木賢（）
- 本田仁恵（）
- 牧野貴博（）
- 増田伸一（）
- 松永幸二（）
- 間中大輔（）
- 丸山浩信（）
- 武藤博臣（）
- 森且行（）
- 森谷隼人（）
- 谷島俊行（）
- 山際真介（）
- 山田達也（）
- 山田徹（）
- 山田真弘（）
- 吉田幸司（）
- 吉田祐也（）
- 若井友和（）
- 渡辺稔（）

### 引退した選手
- 阿部光雄（）
- 荒井充（）
- 荒川哲也（）
- 池田光道（）
- 石垣勉（）
- 石橋明（）
- 井上博（）
- 岩野信義（）
- 大塚計次（）
- 小野尾厚（）
- 数田雅路（）
- 且元滋紀（）
- 加藤義則（）[注 1]
- 金子利一（）
- 金居實（）
- 河合久（）
- 久保田孝（）
- 小路大作（）
- 小宮隆光（）
- 酒井雅彦（）
- 佐藤竹男（）
- 佐野末公（）
- 柴田幸治（）
- 嶋田守孝（）
- 清水右也（）
- 下垣内至（）
- 鈴木健（）
- 関口照明（）
- 関根渡（）
- 高橋昇（）
- 田中雅文（）
- 谷山次郎（）
- 田村三夫（）
- 鶴久正美（）
- 常田正勝（）
- 富永竹二（）
- 直江伸明（）
- 永井和幸（）
- 中島次男（）
- 永瀬敏一（）
- 中田義明（）
- 行方誠次（）
- 西方義治（）
- 広木幸生（）
- 広瀬登喜夫（）
- 福田茂（）
- 二塚孝之（）
- 古橋隆志（）
- 益春菜（）
- 松尾俊夫（）
- 廻谷晃一（）
- 森田清一（）
- 門伝泰浩（）
- 八木一之（）
- 八木文夫（）
- 八木橋廣（）
- 矢島守（）
- 山崎潤（）
- 山崎弘峰（）
- 米本謙二（）

### 故人（殉職者又は現役中に死亡した者）
- 浅井孝祐（）
- 風間義夫（）
- 釜本憲司（）
- 黒岩明（）
- 小須田栄一（）
- 佐藤正人（）
- 敷地吉男（）
- 鈴木慶太（）
- 田中健二郎（）
- 橋本和美（）

## 伊勢崎オートレース場所属

### 現役選手
- 青山周平（）
- 浅香潤（）
- 新井恵匠（）
- 新井淳（）
- 新井日和（）
- 新井裕貴（）
- 荒川哲也（）
- 石川岳彦（）
- 石川哲也（）
- 伊藤正司（）
- 伊藤正真（）
- 伊藤弘幸（）
- 伊藤幸人（）
- 猪熊龍太（）
- 岩田行雄（）
- 岩沼靖郎（）
- 内越忠徳（）
- 内山高秀（）
- 生方将人（）
- 大月渉（）
- 押田和也（）
- 小田雄一郎（）
- 落合淳（）
- 笠原三義（）
- 金山周平（）
- 亀井政和（）
- 北爪勝義（）
- 北渡瀬充（）
- 木部匡作（）
- 木村享平（）
- 木村義明（）
- 清岡優一（）
- 栗原勝測（）
- 栗原俊介（）
- 小林晃（）
- 佐久間健光（）
- 桜井晴光（）
- 佐藤信広（）
- 猿谷敦史（）
- 宍戸幸雄（）
- 芝崎茂信（）
- 澁澤憲司（）
- 清水卓（）
- 白次義孝（）
- 鈴木幸治（）
- 鈴木清市（）
- 鈴木聡太（）
- 鈴木将光（）
- 高橋絵莉子（）
- 高橋貢（）
- 高橋義徳（）
- 滝沢健（）
- 竹内正浩（）
- 竹島繁夫（）
- 竹本修（）
- 田崎萌（）
- 田中賢（）
- 田中哲（）
- 谷川一貴（）
- 谷津圭治（）
- 田村治郎（）
- 千葉泰将（）
- 塚越浩之（）
- 戸塚尚起（）
- 仲田恵一郎（）
- 中野光公（）
- 中村浩章（）
- 西原智昭（）
- 野沢守弘（）
- 野本佳章（）
- 早川清太郎（）
- 林稔哲（）
- 原田富夫（）
- 深沢悟（）
- 藤本梨恵（）
- 保永高男（）
- 松村真（）
- 松本康（）
- 松本渉（）
- 三浦康平（）
- 森村亮（）
- 矢内昌木（）
- 山中充智（）
- 湯浅浩（）
- 横田翔紀（）
- 吉田恵輔（）
- 吉原恭佑（）
- 米里信秀（）
- 渡辺京二（）

### 引退した選手
- 青木勝美（）
- 石井修三（）
- 石川厳（）
- 猪股忠（）
- 岩井寛（）
- 植木靖三（）
- 上野秀俊（）
- 内田利彦（）
- 江川重文（）
- 遠洞文男（）
- 大川徹志（）
- 大塚賢（）
- 大貫宗一（）
- 奥平栄次（）
- 小田倉照男（）
- 柿沼進一（）
- 城戸利成（）
- 近藤裕保（）
- 佐伯忠彦（）
- 坂梨正信（）
- 島崎晃（）
- 鈴木利彦（）
- 関仁孝（）
- 田代祐一（）
- 田谷野勝義（）
- 束田亮（）
- 土田一男（）
- 仲田嘉嗣（）
- 中畠哲也（）
- 西島員規（）
- 西村健（）
- 野崎利明（）
- 花元道也（）
- 深須昇（）
- 福澤清三（）
- 福田勝則（）
- 町田哲也（）
- 松岡誠（）
- 松丸浩太郎（）
- 馬見塚力夫（）
- 三田英明（）
- 三代川豊（）
- 毛利了平（）
- 茂木一俊（）
- 桃園房男（）
- 柳泰樹（）
- 矢野義幸（）
- 山川重利（）
- 山元正次（）
- 米川修（）

### 故人（殉職者又は現役中に死亡した者）
- 稲永俊雄（）
- 金丸伸也（）
- 土屋栄三（）
- 永井秀樹（）

## 浜松オートレース場所属

### 現役選手
- 青嶋裕治（）
- 青島正樹（）
- 赤堀翼（）
- 淺田真吾（）
- 浅野浩幸（）
- 石貝武之（）
- 伊藤信夫（）
- 今田真輔（）
- 岩科鮮太（）
- 岩本君男（）
- 遠藤誠（）
- 岡谷美由紀（）
- 落合巧（）
- 笠木美孝（）
- 片岡信之（）
- 金子大輔（）
- 金田悠伽（）
- 上村敏明（）
- 木村武之（）
- 小林悠樹（）
- 小林頼介（）
- 斎藤正悟（）
- 斎藤努（）
- 佐藤貴也（）
- 佐藤大地（）
- 柴田健治（）
- 柴田紘志（）
- 下平佳輝（）
- 城山英文（）
- 鈴木章夫（）
- 鈴木一馬（）
- 鈴木圭一郎（）
- 鈴木啓示（）
- 鈴木健吾（）
- 鈴木孝治（）
- 鈴木静二（）
- 鈴木孝治（）
- 鈴木辰己（）
- 鈴木宏和（）
- 関口隆広（）
- 辰巳裕樹（）
- 田中竜二（）
- 筒井健太（）
- 戸塚茂（）
- 仲口武志（）
- 中野肇（）
- 中村友和（）
- 中村晋典（）
- 西翔子（）
- 西川頼臣（）
- 野上史豪（）
- 野田光宏（）
- 橋本優一（）
- 橋本陽介（）
- 長谷晴久（）
- 花田一輝（）
- 馬場雄二（）
- 平塚雅樹（）
- 広瀬豪彦（）
- 深谷俊太（）
- 藤波直也（）
- 交川陽子（）
- 桝崎星名（）
- 松山茂靖（）
- 山浦博幸（）
- 山脇孝志（）
- 吉田富重（）
- 米里崇徳（）
- 和田健吾（）
- 渡辺篤（）

### 引退した選手
- 青嶋守隆（）[注 2]
- 有山和彦（）
- 石田智之（）
- 伊藤克也（）
- 伊藤博康（）
- 伊藤寧歳（）
- 伊豫田賢司（）
- 岩科州（）
- 岡本七重（）
- 沖村謙二（）
- 奥川裕司（）
- 河村仁輔（）
- 神戸俊雄（）
- 岸萌水（）
- 榑林敏郎（）
- 河野利春（）
- 小松久二一（）
- 櫻井厚志（）
- 笹本伸吾（）
- 須賀学（）
- 杉山義孝（）
- 鈴木隆司（）
- 高田克重（）
- 谷口武彦（）
- 中村豊司朗（）
- 名本邦俊（）
- 尾藤憲吾（）
- 平野七郎（）
- 福井次郎（）
- 藤川武（）
- 坊田一真（）
- 堀部俊人（）
- 望月修治（）
- 山田祐輔（）
- 山本佳幸（）
- 吉田弘（）

### 故人（現役中に死亡した者）
- 伊藤力示（）
- 町田正八（）
- 宮本政尚（）

## 山陽オートレース場所属

### 現役選手
- 青木隆浩（）
- 穴見和正（）
- 安東久隆（）
- 池浦一博（）
- 池田康範（）
- 石橋大（）
- 磯部真樹（）
- 稲原良太郎（）
- 岩崎亮一（）
- 岩永清文（）
- 畦坪孝雄（）
- 緒方浩一（）
- 岡部聡（）
- 岡松忠（）
- 岡本信一（）
- 岡本博幸（）
- 小栗勝太（）
- 五所淳（）
- 古城龍之介（）
- 斎藤隆充（）
- 佐伯拓実（）
- 佐々木啓（）
- 重富英雄（）
- 杉本雅彦（）
- 角南一如（）
- 角翔太郎（）
- 高木健太郎（）
- 田方秀和（）
- 竹中一成（）
- 田斎英世（）
- 中野政則（）
- 長田恭徳（）
- 西久保英幸（）
- 西崎洋一郎（）
- 西村義正（）
- 西村龍太郎（）
- 丹村飛竜（）
- 浜田忠司（）
- 濱野淳（）
- 早川瑞穂（）
- 林弘明（）
- 原菊太郎（）
- 春本綾斗（）
- 番田隆弘（）
- 人見剛志（）
- 日室志郎（）
- 福田義久（）
- 福永貴史（）
- 藤岡一樹（）
- 別府末彦（）
- 前田淳（）
- 松井大和（）
- 松尾彩（）
- 松尾啓史（）
- 松生信二（）
- 松本康晃（）
- 丸山智史（）
- 満村陽司（）
- 森園数敏（）
- 矢野正剛（）
- 山崎進（）
- 山下知秀（）
- 山本翔（）
- 山本智大（）
- 山本将之（）
- 吉松憲治（）

### 引退した選手
- 赤坂勝彦（）
- 秋田敬吾（）
- 今井道明（）
- 植村又生（）
- 江上良人（）
- 小田修（）
- 金居徳次（）
- 櫛田幸広（）
- 小林啓二（）
- 佐武照行（）
- 進藤敏彦（）
- 菅野澄夫（）
- 須崎忠夫（）
- 高野正伸（）
- 高橋光利（）
- 竹中文明（）
- 田中圭介（）
- 田中泰彦（）
- 坪井勝紀（）
- 中村治幸（）
- 灘一樹（）
- 畑吉広（）
- 藤田輝政（）
- 藤田明彦（）
- 坊田寿彦（）
- 前田正一（）
- 松本平蔵（）
- 松本康晃（）
- 水本良二（）
- 山川道広（）
- 山田史良（）
- 山本道夫（）
- 山脇秀生（）

### 故人（現役中に死亡した者）
- 入江輝義（）
- 篠原俊治（）
- 須賀栄二（）
- 高橋光利（）
- 増野英雄（）
- 宮地良（）

## 飯塚オートレース場所属

### 現役選手
- 青山文敏（）
- 秋吉忠幸（）
- 阿部仁志（）
- 荒尾聡（）
- 有吉辰也（）
- 石本圭耶（）
- 稲原瑞穂（）
- 井上智詞（）
- 井上秀則（）
- 井村淳一（）
- 岩見貴史（）
- 岩元毅（）
- 内山雄介（）
- 浦田信輔（）
- 占部健太（）
- 大久保哲司（）
- 越智尚寿（）
- 片岡賢児（）
- 鐘ヶ江将平（）
- 川口裕司（）
- 川端孝（）
- 城戸徹（）
- 木山優輝（）
- 小里健太（）
- 桜木公和（）
- 佐藤裕児（）
- 篠原睦（）
- 新村嘉之（）
- 高林亮（）
- 高宗良次（）
- 瀧下隼平（）
- 竹谷隆（）
- 竹中修二（）
- 田島敏徳（）
- 田中茂（）
- 田中進（）
- 田中輝義（）
- 田中正樹（）
- 辻大樹（）
- 道智亮介（）
- 中尾貴志（）
- 中原誠（）
- 中村杏亮（）
- 長田稚也（）
- 西村昭紀（）
- 丹村司（）
- 根本将人（）
- 花元初美（）
- 東小野正道（）
- 久門徹（）
- 藤川幸宏（）
- 藤川竜（）
- 別府敬剛（）
- 牧瀬嘉葵（）
- 桝崎陽介（）
- 町田龍駿（）
- 松尾隆広（）
- 松尾学（）
- 水口寿治（）
- 水﨑正二（）
- 水本竜二（）
- 宮地朗（）
- 室田泰利  （）
- 本門延唯（）
- 森本優佑（）
- 吉川麻季（）
- 吉松優輝（）
- 佳元光義（）

### 引退した選手
- 赤星文雄（）
- 安部雄造（）
- 安藤定実（）
- 池内神馬（）
- 石上誠吾（）
- 石塚照（）
- 市来隆興（）
- 井上正広（）
- 井原春美（）
- 井原政春（）
- 岩野守（）
- 植木常男（）
- 上田忠臣（）
- 宇都宮康（）
- 梅沢秀明（）
- 梅田友幸（）
- 浦中久（）
- 大谷博志（）
- 大村和行（）
- 大森一男（）
- 大森邦彦（）
- 小笠原修二（）
- 岡本保（）
- 加川登（）
- 加川光俊（）
- 金山清司（）
- 金岡直樹（）
- 釜本和茂（）
- 北埜利行（）
- 木村雄之助（）
- 小関正幸（）
- 小林幸男（）
- 小牧三男（）
- 小村精二（）
- 近藤善哉（）
- 斉藤栄一（）
- 坂梨高行（）
- 坂根明男（）
- 柴田日出喜（）
- 重冨宣孝（）
- 清水洋海（）
- 末安喜三郎（）
- 杉村福啓（）
- 角茂助（）
- 瀬戸武（）
- 曽我部広忠（）
- 高倉健吾（）
- 竹井猪之吉（）
- 竹村主税（）
- 田斉義数（）
- 立花明（）
- 田中守（）
- 谷川計介（）
- 谷口武信（）
- 田原勝久（）
- 辻生亘（）
- 鶴橋文夫（）
- 手嶋勇（）
- 堂免沙弥（）
- 永冨高志（）
- 仲野秀哉（）
- 中村勝（）
- 灘井良（）
- 塒敏明（）
- 野中一親（）
- 野村昇（）
- 二田水潤太郎（）
- 花岡敏勝（）
- 稗田功（）
- 平田富士夫（）
- 福間淳一（）
- 藤川近（）
- 藤田義富（）
- 坊田日本（）
- 細野俊介（）
- 堀勉（）
- 前山繁樹（）
- 桝崎正（）
- 松田英之（）
- 松本義勝（）
- 宮内一俊（）
- 宮田耕治（）
- 村上俊春（）
- 室田和己（）
- 森田健一（）
- 森田公寿（）
- 守田富美雄（）
- 安居泰（）
- 山下光晴（）
- 大和章義（）
- 吉田光（）
- 渡辺喜与志（）
- 渡辺清治（）

### 故人（殉職者又は現役中に死亡）
- 梅村貴司美（）
- 重富大輔（）
- 竹井博文（）
- 中村政信（）